# Diecezja Jingxian
Diecezja Jingxian, diecezja Hengshui (łac. Dioecesis Chimsciensis, chiń. 天主教景县教区) – rzymskokatolicka diecezja ze stolicą w Jingxianie w prefekturze miejskiej Hengshui, w prowincji Hebei, w Chińskiej Republice Ludowej. Biskupstwo jest sufraganią archidiecezji pekińskiej.

## Historia
24 kwietnia 1939 z woli nieżyjącego już papieża Piusa XI wyrażonej w brewe Ad uberiores erygowano prefekturę apostolską Jingxian. Dotychczas wierni z tych terenów należeli do wikariatu apostolskiego Xianxian (obecnie diecezja Xianxian).
9 stycznia 1947 papież Pius XII podniósł prefekturę apostolską Jingxian do rangi diecezji.
Z 1950 pochodzą ostatnie pełne, oficjalne kościelne statystyki. Diecezja Jingxian liczyła wtedy:
- 32 645 wiernych (1,3% społeczeństwa)
- 51 kapłanów (15 diecezjalnych i 36 zakonnych)
- 12 braci i 27 sióstr zakonnych
- 18 parafii.

Od zwycięstwa komunistów w chińskiej wojnie domowej w 1949 diecezja, podobnie jak cały prześladowany Kościół katolicki w Chinach, nie może normalnie działać.
W 1952 komuniści wydalili z kraju biskupa Jingxianu Austriaka Leopolda Brellingera SI. Następnie pracował on na Tajwanie do końca życia zachowując tytuł biskupa Jingxianu.
Pierwszy znany biskup działający w czasach komunistycznych, Peter Fan Wenxing, przyjął sakrę w 1981. Miał on uznanie zarówno papieża jak i rządu pekińskiego. W 1996 mianowany został jego koadiutor bp Matthias Chen Xilu, który przejął diecezję w 1999 również mając uznanie Watykanu i Pekinu. Bp Chen Xilu oprócz wykształcenia teologicznego posiadał również medyczne. Pracę duszpasterską łączył z praktyką okulisty. Lata 1958 - 1979 za wierność wierze katolickiej spędził w komunistycznych więzieniach. W 2002 doznał on wylewu krwi do mózgu i zapadł w śpiączkę, w której pozostał do końca życia. Papież mianował wtedy koadiutorem ks. Petera Fenga Xinmao - doktora prawa kanonicznego, który tytuł uzyskał w Belgii. Przyjął on jednak sakrę dopiero dwa lata później po uzyskaniu zgody pekińskiego rządu. Bp Fan Wenxing zmarł w 2006 a bp Chen Xilu w 2008. Wtedy to bp Feng Xinmao został pełnoprawnym ordynariuszem diecezji.
W 2004 diecezja liczyła 28 kapłanów, 60 sióstr zakonnych i 26000 katolików. Jest więc to niewielka diecezja jak na warunki prowincji Hebei.

## Biskupi
- Leopoldo Brellinger SI[6] (prefekt apostolski 1939 - 1947, biskup 1947 - 1967 de facto do 1952)
- sede vacante (być może urząd sprawował biskup(i) Kościoła podziemnego) (1967 - 1981)
- Peter Fan Wenxing (1981 - 1999)
- Matthias Chen Xilu (1999 - 2008 de facto do 2002)
- Peter Feng Xinmao (2008 - nadal)